# Chlorosom
Chlorosom (pęcherzyki Chlorobium) – pęcherzykowata struktura występująca u bakterii zielonych, pełniąca rolę kompleksu antenowego zbierającego światło. Są strukturami połączonymi z błoną komórkową, w której znajduje się fotoukład bakteryjny – P840, do którego przekazywana jest energia wychwycona przez barwniki obecne w chlorosomach. Pojedynczy chlorosom ma elipsoidalny kształt szerokości 50-100 nm i wysokości 15-20 nm. Otoczony jest pojedynczą warstwą nieskładająca się z galaktolipidów i kilku białek.
Wewnątrz chlorosomu znajdują się kompleksy zawierające głównie bakteriochlorofile (c, d lub e – jako pigment anten oraz niewielkie ilości znajdującego się w błonie bakteriochlorofilu a bezpośrednio związanego fotosyntetycznym centrum reakcyjnym) i karotenoidy, ułożone w systemie lamellarnym, gdzie długie ogony farnezolu bakteriochlorofili mieszają się z cząsteczkami karotenoidów, tworząc struktury przypominające wielowarstę lipidową.

## Lista bakterii u których wykryto chlorosomy
- Chlorobiaceae (Gram-ujemne)
  - Chlorobium limicola
  - Chlorobium phaeobacteroides
  - Chlorobium phaeovibrioides
  - Chlorobium vibrioforme
  - Chlorobium tepidum
  - Pelodictyon lutoleum
  - Prostecochloris aestuarii
- Chloroflexaceae (Gram-dodatnie)
  - Chloroflexus aurantiacus
  - Chloroflexus aggregans
  - Chloronema giganteum
- Oscillochloridaceae
  - Oscillochloris trichoides
- Acidobacteriaceae
  - Chloracidobacterium thermophilum[4]